# Петер Хертлинг
Петер Хертлинг (на немски: Peter Härtling) е германски поет, белетрист, художник, драматург, есеист и автор на книги за деца.

## Биография
Роден е през 1933 г. в саксонския град Кемниц. Детството му преминава по времето на Третия райх и Втората световна война.
Годините на войната семейството прекарва в Оломоуц (Моравия), а после в Цветл, Долна Австрия. С настъплението на Червената армия бащата е пратен в съветски военнопленнически лагер, където умира през 1945 г. След войната Петер Хертлинг завършва гимназия в Нюртинген. През 1946 г. майката се самоубива. Петер Хертлинг учи в художествено училище, а после се занимава с журналистика. През 1953 г. дебютира със стихосбирката „poeme und songs“. През 1967 – 1973 г. работи в голямото издателство „Самуел Фишер“ във Франкфурт на Майн. От 1974 г. е писател на свободна практика.
От 1998 до 2006 г. Петер Хертлинг е президент на Hölderlin-Gesellschaft. Също така е член на Академията за наука и литература в Майнц, на Немската академия за език и литература в Дармщат, на Академията по изкуствата в Берлин и на немския ПЕН клуб. Получава множество литературни награди и отличия.

## Творчество
Петер Хертлинг посвещава голяма част от литературното си дело – както в лириката, така и в прозата – на преосмислянето на историята и собственото минало. От значение за творчеството му освен това е литературата и музиката на Романтизма. Петер Хертлинг пресъздава в биографични романи живота на писателите Фридрих Хьолдерлин, Вилхелм Вайблингер, Е.Т.А. Хофман и Николаус Ленау, а също на композиторите Франц Шуберт и Роберт Шуман. Песенният цикъл на Шуберт „Зимно пътуване“ има особено значение за Петер Хертлинг и през 1988 г. той публикува есеистичната си книга „Странникът“ по мотиви на Шубертовите песни. Там писателят казва:
| „ | Ние приличаме на безименния странник. Вече не странстваме, за да отидем някъде, а пътуваме без посока в един мразовит, леден свят. | “ |

### Поезия
- poeme und songs, 1953
- Yamins Stationen, 1955
- In Zeilen zuhaus, Vom Abenteuer des Gedichts, des Gedichteschreibens und Gedichtelesens, 1957
- Unter den Brunnen, 1958
- Spielgeist Spiegelgeist, 1962
- Neue Gedichte, 1972
- Anreden, Gedichte aus den Jahren 1972–1977, 1977
- Vorwarnung, 1983
- Die Mörsinger Pappel, 1987
- Ausgewählte Gedichte – 1953-1979, 1979
- Die Gedichte – 1953-1987, 1989
- Das Land, das ich erdachte – Gedichte 1990-1993, 1993
- Horizonttheater, 1997
- Ein Balkon aus Papier, 2000
- kommen – gehen – bleiben, 2003
- Schattenwürfe – Gedichte 2005, 2005

### Проза
- Im Schein des Kometen. Die Geschichte einer Opposition, 1959
- Niembsch oder Der Stillstand, Eine Suite, 1964
- Janek, Porträt einer Erinnerung 1966
- Das Familienfest oder Das Ende der Geschichte, Goverts, Stuttgart 1969
- Ein Abend eine Nacht ein Morgen, Eine Geschichte, 1971
- Zwettl, Nachprüfung einer Erinnerung, 1973
- Eine Frau, 1974
  - Катарина: Роман на едно поколение, изд. Георги Бакалов (1987)
- Hölderlin, 1976
- Hubert oder Die Rückkehr nach Casablanca, 1978 Хуберт или Завръщане в Казабланка
- Nachgetragene Liebe, 1980
- Der wiederholte Unfall, Erzählungen, 1980
- Die dreifache Maria, 1982
- Das Windrad, 1983
- Felix Guttmann, 1985
- Brief an meine Kinder, 1986
- Waiblingers Augen, 1987
- Die kleine Welle, Vier Geschichten zur Schöpfungsgeschichte, 1987
- Herzwand, Mein Roman, 1990
- Brief an meine Kinder, 1991
- Schubert, 1992
- Božena, 1994
- Schumanns Schatten, 1996
  - Сянката на Шуман, изд. Весела Люцканова (2001)
- Große, kleine Schwester, 1998
- Hoffmann oder Die vielfältige Liebe, изд. Весела Люцканова (2003)
  - Хофман или многоликата любов, 2001
- Leben lernen, Erinnerungen, 2003
- Die Lebenslinie. Eine Erfahrung, 2005
- O´Bär an Enkel Samuel. Eine Erzählung mit fünf Briefen, 2008
- Liebste Fenchel! Das Leben der Fanny Hensel-Mendelssohn in Etüden und Intermezzi, 2011
- Tage mit Echo, Zwei Erzählungen, 2013
- 80. Versuch einer Summe, 2013
- Verdi – Ein Roman in neun Fantasien, 2015

### Драма
- Gilles, Ein Kostümstück aus der Revolution, 1970
- Melchinger Winterreise, Stationen für die Erinnerung, 1998

### Книги за деца
- ... und das ist die ganze Familie, Tagesläufe mit Kindern, 1970
- Das war der Hirbel, 1973
- Zum laut und leise Lesen, Geschichten und Gedichte für Kinder, 1975
- Oma, 1975
  - Баба, изд. Отечество (1982)
- Theo haut ab, 1977
- Ben liebt Anna, 1979
- Sofie macht Geschichten, 1980
- Alter John, 1981
- Jakob hinter der blauen Tür, 1983
- Krücke, 1987
- Geschichten für Kinder, 1988
- Fränze, 1989
- Mit Clara sind wir sechs. Von den Scheurers, die sich alle Mühe geben, eine Familie zu sein, 1991
- Fundevögel: Geschichten zum Wieder- und Wiederlesen, Für Kinder von neun bis neunzig, 1991
- Erzählbuch, Geschichten, Gedichte, Texte, Proben, 1992
- Lena auf dem Dach, 1993
- Jette, Erzählbuch, 1995
- Tante Tilli macht Theater, 1997
- Reise gegen den Wind, 2000
- Romane für Kinder in drei Bänden, 2003
- Paul das Hauskind, 2010
- Hallo Opa Liebe Mirjam, 2013
- Djadi, Flüchtlingsjunge, 2016

### Есеистика
- Palmström grüßt Anna Blume, Essay und Anthologie der Geister aus Poetia, 1961
- Vergessene Bücher, 1966
- Die Väter, Berichte und Geschichten, 1968
- Christian Friedrich Daniel Schubart, Strophe für die Freiheit, 1976
- Mein Lesebuch, 1979
- Meine Lektüre, Literatur als Widerstand, 1981
- Der spanische Soldat oder Finden und Erfinden, Frankfurter Poetik-Vorlesungen, 1984
- Und hören voneinander, Reden aus Zorn und Zuversicht, 1984
- Zueignung, Über Schriftsteller. Erinnerungen an Dichter und Bücher, 1985
- Der Wanderer, 1988
- Auskunft für Leser, 1988
- Wer vorausschreibt, hat zurückgedacht, Essays, 1989
- Noten zur Musik, 1990
- Zwischen Untergang und Aufbruch, Aufsätze, Reden, Gespräche, 1990
- Brüder und Schwestern. Tagebuch eines Synodalen, 1991
- Der Anspruch der Kinderliteratur, 1991
- Vom Altern, ein Vortrag, 1992
- Gegenden, Orte – Hölderlins Landschaft, ein Festvortrag, 1993
- Das wandernde Wasser. Musik und Poesie der Romantik, 1994
- Notenschrift, Wörter und Sätze zur Musik, 1998
- Das andere Ich, 1998
- Reden und Essays zur Kinderliteratur, 2003
- Erinnerte Wirklichkeit – erzählte Wahrheit. Die Städte meiner Kindheit, 2007

## Награди и отличия
- 1964: Награда на немската критика, für Niembsch
- 1971: Награда Герхарт Хауптман
- 1974: Награда Шубарт
- 1976: „Немска награда за детско-юношеска литература“, für Oma.
- 1978: Wilhelmine-Lübke-Preis
- 1980: „Цюрихска награда за детска книга“, für Ben liebt Anna und Sofie macht Geschichten
- 1987: Награда Херман Зинсхаймер
- 1987: „Награда Фридрих Хьолдерлин на град Бад Хомбург“
- 1990: Награда Андреас Грифиус
- 1992: Награда Лион Фойхтвангер
- 1994: Verleihung des Titels eines Professors durch das Land Baden-Württemberg
- 1995: Голям Федерален орден за заслуги
- 1996: Wilhelm-Leuschner-Medaille des Landes Hessen
- 1996: Verleihung der Karl-Preusker-Medaille durch die Deutsche Literaturkonferenz
- 2000: Награда Айхендорф
- 2001: „Немска награда за детско-юношеска литература“
- 2003: Немска награда за книги за цялостно творчество
- 2006: Награда Герти Шпис
- 2007: Награда Корине на баварския президент, за цялостно творчество
- 2011: Verdienstorden des Landes Baden-Württemberg
- 2011: „Голяма награда на Немската академия за детско-юношеска литература“
- 2012: Kulturpreis Deutsche Sprache
- 2013: Hölderlin-Ring
- 2014: Хесенска културна награда
- 2015: Награда Елизабет Ланггесер